# Llista d'estats per població

Mapamundi per població.

Aquesta és una llista ordenada d'estats i d'altres territoris per població. A més dels estats reconeguts per les Nacions Unides s'inclouen dependències i àrees de sobirania especial definides en l'estàndard FIPS 10. Les dades recollides són l'estimació de població feta en el World Factbook (data: jul. 2010).
| Ranq | País (or territori dependent)                  | Població      | % del món    | Data                        | Font (oficial o NU)            |
| ---- | ---------------------------------------------- | ------------- | ------------ | --------------------------- | ------------------------------ |
| 1    | Xina                                           | 1.405.181.000 | 18.0%        | 5 nov 2020                  | National population clock      |
| 2    | India                                          | 1.369.273.211 | 17.5%        | 5 nov 2020                  | National population clock      |
| 3    | Estats Units                                   | 330.595.266   | 4.22%        | 5 nov 2020                  | National population clock      |
| 4    | Indonèsia                                      | 269.603.400   | 3.45%        | 1 jul 2020                  | National annual projection     |
| 5    | Pakistan                                       | 220.892.331   | 2.82%        | 1 jul 2020                  | UN Projection                  |
| 6    | Brasil                                         | 212.294.334   | 2.71%        | 5 nov 2020                  | National population clock      |
| 7    | Nigèria                                        | 206.139.587   | 2.63%        | 1 jul 2020                  | UN Projection                  |
| 8    | Bangladesh                                     | 169.592.762   | 2.17%        | 5 nov 2020                  | National population clock      |
| 9    | Rússia                                         | 146.748.590   | 1.88%        | 1 gen 2020                  | National annual estimate       |
| 10   | Mèxic                                          | 127.792.286   | 1.63%        | 1 jul 2020                  | National annual projection     |
| 11   | Japó                                           | 125.880.000   | 1.61%        | 1 oct 2020                  | Monthly national estimate      |
| 12   | Filipines                                      | 109.389.139   | 1.40%        | 5 nov 2020                  | National population clock      |
| 13   | República Democràtica del Congo                | 101.935.800   | 1.30%        | 1 jul 2020                  | National annual projection     |
| 14   | Egipte                                         | 101.138.811   | 1.29%        | 5 nov 2020                  | National population clock      |
| 15   | Etiòpia                                        | 100.829.000   | 1.29%        | 1 jul 2020                  | National annual projection     |
| 16   | Vietnam                                        | 96.483.981    | 1.23%        | 1 jul 2019                  | National annual estimate       |
| 17   | Iran                                           | 83.923.083    | 1.07%        | 5 nov 2020                  | National population clock      |
| 18   | Turquia                                        | 83.154.997    | 1.06%        | 31 des 2019                 | National annual estimate       |
| 19   | Alemanya                                       | 83.122.889    | 1.06%        | 30 jun 2020                 | National quarterly estimate    |
| 20   | França                                         | 67.146.000    | 0.858%       | 1 oct 2020                  | Monthly national estimate      |
| 21   | Regne Unit                                     | 66.796.807    | 0.854%       | 30 jun 2019                 | National annual estimate       |
| 22   | Tailàndia                                      | 66.572.692    | 0.851%       | 5 nov 2020                  | National population clock      |
| 23   | Itàlia                                         | 60.026.546    | 0.767%       | 30 jun 2020                 | Monthly national estimate      |
| 24   | Sud-àfrica                                     | 59.622.350    | 0.762%       | 1 jul 2020                  | National annual estimate       |
| 25   | Tanzània                                       | 57.637.628    | 0.737%       | 1 jul 2020                  | National annual projection     |
| 26   | Myanmar                                        | 54.817.919    | 0.701%       | 1 jul 2020                  | National annual projection     |
| 27   | Corea del Sud                                  | 51.841.786    | 0.663%       | 1 set 2020                  | Monthly national estimate      |
| 28   | Colòmbia                                       | 50.372.424    | 0.644%       | 30 jun 2020                 | National annual projection     |
| 29   | Kenya                                          | 47.564.296    | 0.608%       | 31 ago 2019                 | 2019 census result             |
| 30   | Espanya                                        | 47.351.567    | 0.605%       | 1 jul 2020                  | National semi-annual estimate  |
| 31   | Argentina                                      | 45.376.763    | 0.580%       | 1 jul 2020                  | National annual projection     |
| 32   | Algèria                                        | 43.900.000    | 0.561%       | 1 gen 2020                  | National annual projection     |
| 33   | Sudan                                          | 42.964.935    | 0.549%       | 5 nov 2020                  | National population clock      |
| 34   | Ucraïna                                        | 41.723.998    | 0.533%       | 1 set 2020                  | Monthly national estimate      |
| 35   | Uganda                                         | 41.583.600    | 0.531%       | 1 jul 2020                  | National annual projection     |
| 36   | Iraq                                           | 40.150.200    | 0.513%       | 1 jul 2020                  | National annual projection     |
| 37   | Polònia                                        | 38.352.000    | 0.490%       | 31 ago 2020                 | Monthly national estimate      |
| 38   | Canadà                                         | 38.232.918    | 0.489%       | 5 nov 2020                  | National population clock      |
| 39   | Marroc                                         | 36.065.956    | 0.461%       | 5 nov 2020                  | National population clock      |
| 40   | Uzbekistan                                     | 34.507.163    | 0.441%       | 5 nov 2020                  | National population clock      |
| 41   | Aràbia Saudita                                 | 34.218.169    | 0.437%       | 1 jul 2019                  | National annual estimate       |
| 42   | Afganistan                                     | 32.890.171    | 0.420%       | 1 jul 2020                  | National annual estimate       |
| 43   | Malàisia                                       | 32.704.290    | 0.418%       | 5 nov 2020                  | National population clock      |
| 44   | Perú                                           | 32.625.948    | 0.417%       | 1 jul 2020                  | National annual projection     |
| 45   | Angola                                         | 31.127.674    | 0.398%       | 30 jun 2020                 | National annual projection     |
| 46   | Ghana                                          | 30.955.202    | 0.396%       | 1 jul 2020                  | National annual projection     |
| 47   | Moçambic                                       | 30.066.648    | 0.384%       | 1 jul 2020                  | National annual projection     |
| 48   | Nepal                                          | 29.996.478    | 0.383%       | 1 jul 2020                  | National annual projection     |
| 49   | Iemen                                          | 29.825.968    | 0.381%       | 1 jul 2020                  | UN Projection                  |
| 50   | Veneçuela                                      | 28.435.943    | 0.363%       | 1 jul 2020                  | UN Projection                  |
| 51   | Costa d'Ivori                                  | 26.453.542    | 0.338%       | 1 jul 2020                  | National annual projection     |
| 52   | Madagascar                                     | 26.251.309    | 0.335%       | 1 jul 2020                  | National annual projection     |
| 53   | Austràlia                                      | 25.692.265    | 0.328%       | 5 nov 2020                  | National population clock      |
| 54   | Corea del Nord                                 | 25.550.000    | 0.327%       | 1 jul 2020                  | National annual projection     |
| 55   | Camerun                                        | 24.348.251    | 0.311%       | 1 jul 2019                  | National annual projection     |
| 56   | Taiwan                                         | 23.568.378    | 0.301%       | 30 set 2020                 | Monthly national estimate      |
| 57   | Níger                                          | 23.196.002    | 0.296%       | 1 jul 2020                  | National annual projection     |
| 58   | Sri Lanka                                      | 21.803.000    | 0.279%       | 1 jul 2019                  | National annual estimate       |
| 59   | Burkina Faso                                   | 21.510.181    | 0.275%       | 1 jul 2020                  | National annual projection     |
| 60   | Mali                                           | 20.250.833    | 0.259%       | 1 jul 2020                  | UN Projection                  |
| 61   | Xile                                           | 19.458.310    | 0.249%       | 30 jun 2020                 | National annual projection     |
| 62   | Romania                                        | 19.317.984    | 0.247%       | 1 gen 2020                  | National annual estimate       |
| 63   | Kazakhstan                                     | 18.808.144    | 0.240%       | 5 nov 2020                  | National population clock      |
| 64   | Malawi                                         | 18.449.828    | 0.236%       | 1 jul 2020                  | National annual projection     |
| 65   | Zàmbia                                         | 17.885.422    | 0.229%       | 1 jul 2020                  | National annual projection     |
| 66   | Equador                                        | 17.603.416    | 0.225%       | 5 nov 2020                  | National population clock      |
| 67   | Països Baixos                                  | 17.526.981    | 0.224%       | 5 nov 2020                  | National population clock      |
| 68   | Síria                                          | 17.500.657    | 0.224%       | 1 jul 2020                  | UN Projection                  |
| 69   | Guatemala                                      | 16.858.333    | 0.215%       | 1 jul 2020                  | National annual projection     |
| 70   | Senegal                                        | 16.705.608    | 0.213%       | 1 jul 2020                  | National annual projection     |
| 71   | Txad                                           | 16.244.513    | 0.208%       | 1 jul 2020                  | National annual projection     |
| 72   | Somàlia                                        | 15.893.219    | 0.203%       | 1 jul 2020                  | UN Projection                  |
| 73   | Zimbabwe                                       | 15.473.818    | 0.198%       | 1 jul 2020                  | National annual projection     |
| 74   | Cambodja                                       | 15.288.489    | 0.195%       | 3 mar 2019                  | Provisional 2019 census result |
| 75   | Sudan del Sud                                  | 13.249.924    | 0.169%       | 1 jul 2020                  | National annual projection     |
| 76   | Rwanda                                         | 12.663.116    | 0.162%       | 1 jul 2020                  | National annual projection     |
| 77   | Guinea                                         | 12.559.623    | 0.161%       | 1 jul 2020                  | National annual projection     |
| 78   | Burundi                                        | 12.309.600    | 0.157%       | 1 jul 2020                  | National annual projection     |
| 79   | Benín                                          | 12.114.193    | 0.155%       | 1 jul 2020                  | National annual projection     |
| 80   | Haití                                          | 11.743.017    | 0.150%       | 1 jul 2020                  | National annual projection     |
| 81   | Tunísia                                        | 11.708.370    | 0.150%       | 1 gen 2020                  | National semi-annual estimate  |
| 82   | Bolívia                                        | 11.633.371    | 0.149%       | 1 jul 2020                  | National annual projection     |
| 83   | Bèlgica                                        | 11.539.878    | 0.147%       | 1 set 2020                  | Monthly national estimate      |
| 84   | Cuba                                           | 11.193.470    | 0.143%       | 31 des 2019                 | National annual estimate       |
| 85   | Jordània                                       | 10.806.504    | 0.138%       | 5 nov 2020                  | National population clock      |
| 86   | Grècia                                         | 10.724.599    | 0.137%       | 1 gen 2019                  | National annual estimate       |
| 87   | República Txeca                                | 10.699.142    | 0.137%       | 30 jun 2020                 | National quarterly estimate    |
| 88   | República Dominicana                           | 10.448.499    | 0.134%       | 1 jul 2020                  | National annual projection     |
| 89   | Suècia                                         | 10.367.232    | 0.132%       | 31 ago 2020                 | Monthly national estimate      |
| 90   | Portugal                                       | 10.295.909    | 0.132%       | 31 des 2019                 | National annual estimate       |
| 91   | Azerbaidjan                                    | 10.095.900    | 0.129%       | 1 jul 2020                  | Monthly national estimate      |
| 92   | Hongria                                        | 9.769.526     | 0.125%       | 1 gen 2020                  | National annual estimate       |
| 93   | Belarus                                        | 9.408.400     | 0.120%       | 1 gen 2020                  | National annual estimate       |
| 94   | Emirats Àrabs Units                            | 9.366.829     | 0.120%       | 1 jul 2018                  | National annual estimate       |
| 95   | Tadjikistan                                    | 9.313.800     | 0.119%       | 1 gen 2020                  | National annual estimate       |
| 96   | Hondures                                       | 9.304.380     | 0.119%       | 1 jul 2020                  | National annual projection     |
| 97   | Israel                                         | 9.274.200     | 0.119%       | 5 nov 2020                  | National population clock      |
| 98   | Papua Nova Guinea                              | 8.935.000     | 0.114%       | 1 jul 2020                  | National annual projection     |
| 99   | Àustria                                        | 8.915.382     | 0.114%       | 1 jul 2020                  | National quarterly estimate    |
| 100  | Suïssa                                         | 8.632.703     | 0.110%       | 30 jun 2020                 | National quarterly estimate    |
| 101  | Sierra Leone                                   | 8.100.318     | 0.104%       | 1 jul 2020                  | National annual projection     |
| 102  | Togo                                           | 7.706.000     | 0.0985%      | 1 jul 2020                  | National annual projection     |
| 103  | Hong Kong                                      | 7.509.200     | 0.0960%      | 30 jun 2020                 | National semi-annual estimate  |
| 104  | Paraguai                                       | 7.252.672     | 0.0927%      | 1 jul 2020                  | National annual projection     |
| 105  | Laos                                           | 7.231.210     | 0.0924%      | 1 jul 2020                  | National annual projection     |
| 106  | Bulgària                                       | 6.951.482     | 0.0888%      | 31 des 2019                 | National annual estimate       |
| 107  | Sèrbia                                         | 6.926.705     | 0.0885%      | 1 gen 2020                  | National annual estimate       |
| 108  | Líbia                                          | 6.871.287     | 0.0878%      | 1 jul 2020                  | UN Projection                  |
| 109  | Líban                                          | 6.825.442     | 0.0872%      | 1 jul 2020                  | UN Projection                  |
| 110  | El Salvador                                    | 6.765.753     | 0.0865%      | 1 jul 2020                  | National annual projection     |
| 111  | Kirguizstan                                    | 6.596.500     | 0.0843%      | 1 set 2020                  | Monthly national estimate      |
| 112  | Nicaragua                                      | 6.527.691     | 0.0834%      | 30 jun 2019                 | National annual estimate       |
| 113  | Turkmenistan                                   | 6.031.187     | 0.0771%      | 1 jul 2020                  | UN Projection                  |
| 114  | Dinamarca                                      | 5.825.337     | 0.0744%      | 1 jul 2020                  | National quarterly estimate    |
| 115  | Singapur                                       | 5.685.807     | 0.0727%      | 30 jun 2020                 | National annual estimate       |
| 116  | República Centreafricana                       | 5.633.412     | 0.0720%      | 1 jul 2020                  | National annual projection     |
| 117  | Congo                                          | 5.518.092     | 0.0705%      | 1 jul 2020                  | UN Projection                  |
| 118  | Finlàndia                                      | 5.503.335     | 0.0703%      | 30 set 2020                 | Monthly national estimate      |
| 119  | Eslovàquia                                     | 5.460.136     | 0.0698%      | 30 jun 2020                 | National quarterly estimate    |
| 120  | Noruega                                        | 5.374.807     | 0.0687%      | 1 jul 2020                  | National quarterly estimate    |
| 121  | Costa Rica                                     | 5.111.238     | 0.0653%      | 30 jun 2020                 | National annual projection     |
| 122  | Palestina                                      | 5.101.152     | 0.0652%      | 1 jul 2020                  | National annual projection     |
| 123  | Nova Zelanda                                   | 5.094.694     | 0.0651%      | 5 nov 2020                  | National population clock      |
| 124  | Irlanda                                        | 4.977.400     | 0.0636%      | 1 abr 2020                  | National annual estimate       |
| 125  | Libèria                                        | 4.568.298     | 0.0584%      | 1 jul 2020                  | National annual projection     |
| 126  | Kuwait                                         | 4.464.521     | 0.0571%      | 1 gen 2020                  | National annual estimate       |
| 127  | Oman                                           | 4.445.262     | 0.0568%      | 30 set 2020                 | Monthly national estimate      |
| 128  | Panamà                                         | 4.278.500     | 0.0547%      | 1 jul 2020                  | National annual projection     |
| 129  | Mauritània                                     | 4.173.077     | 0.0533%      | 1 jul 2020                  | National annual projection     |
| 130  | Croàcia                                        | 4.058.165     | 0.0519%      | 31 des 2019                 | National annual estimate       |
| 131  | Geòrgia                                        | 3.716.858     | 0.0475%      | 1 gen 2020                  | National annual estimate       |
| 132  | Eritrea                                        | 3.546.000     | 0.0453%      | 1 jul 2020                  | UN Projection                  |
| 133  | Uruguai                                        | 3.530.912     | 0.0451%      | 30 jun 2020                 | National annual projection     |
| 134  | Mongòlia                                       | 3.346.157     | 0.0428%      | 5 nov 2020                  | National population clock      |
| 135  | Bòsnia i Hercegovina                           | 3.332.593     | 0.0426%      | 1 jul 2019                  | National annual estimate       |
| 136  | Puerto Rico                                    | 3.193.694     | 0.0408%      | 1 jul 2019                  | National annual estimate       |
| 137  | Armènia                                        | 2.963.000     | 0.0379%      | 30 jun 2020                 | National quarterly estimate    |
| 138  | Albània                                        | 2.845.955     | 0.0364%      | 1 gen 2020                  | National annual estimate       |
| 139  | Lituània                                       | 2.795.334     | 0.0357%      | 1 oct 2020                  | Monthly national estimate      |
| 140  | Jamaica                                        | 2.734.093     | 0.0349%      | 31 des 2019                 | National semi-annual estimate  |
| 141  | Qatar                                          | 2.723.624     | 0.0348%      | 1 set 2020                  | Monthly national estimate      |
| 142  | Moldàvia                                       | 2.640.438     | 0.0337%      | 1 gen 2020                  | National annual estimate       |
| 143  | Namíbia                                        | 2.504.498     | 0.0320%      | 1 jul 2020                  | National annual projection     |
| 144  | Botswana                                       | 2.374.698     | 0.0303%      | 1 jul 2020                  | National annual projection     |
| 145  | Gàmbia                                         | 2.335.504     | 0.0298%      | 1 jul 2018                  | National annual estimate       |
| 146  | Gabon                                          | 2.176.766     | 0.0278%      | 1 jul 2020                  | National annual projection     |
| 147  | Eslovènia                                      | 2.097.195     | 0.0268%      | 1 abr 2020                  | National quarterly estimate    |
| 148  | Macedònia del Nord                             | 2.076.255     | 0.0265%      | 31 des 2019                 | National annual estimate       |
| 149  | Lesotho                                        | 2.007.201     | 0.0257%      | 10 abr 2016                 | 2016 census result             |
| 150  | Letònia                                        | 1.898.400     | 0.0243%      | 1 oct 2020                  | Monthly national estimate      |
| 151  | Kosovo                                         | 1.782.115     | 0.0228%      | 31 des 2019                 | National annual estimate       |
| 152  | Guinea Bissau                                  | 1.624.945     | 0.0208%      | 1 jul 2020                  | National annual projection     |
| 153  | Bahrain                                        | 1.503.091     | 0.0192%      | 1 jul 2018                  | National annual estimate       |
| 154  | Guinea Equatorial                              | 1.454.789     | 0.0186%      | 1 jul 2020                  | National annual estimate       |
| 155  | Trinitat i Tobago                              | 1.366.725     | 0.0175%      | 30 jun 2020                 | National annual estimate       |
| 156  | Estònia                                        | 1.328.976     | 0.0170%      | 1 gen 2020                  | National annual estimate       |
| 157  | Timor Oriental                                 | 1.299.412     | 0.0166%      | 1 jul 2020                  | National annual projection     |
| 158  | Maurici                                        | 1.266.000     | 0.0162%      | 1 jul 2020                  | National semi-annual estimate  |
| 159  | Swazilàndia                                    | 1.093.238     | 0.0140%      | 11 mai 2017                 | 2017 census result             |
| 160  | Djibouti                                       | 962.452       | 0.0123%      | 1 jul 2018                  | National annual projection     |
| 161  | Fiji                                           | 0.00876%      | 30 jun 2020  | National quarterly estimate |                                |
| 168  | Luxemburg                                      | 660.809       | 0.00800%     | 1 gen 2023                  | National annual estimate       |
| 169  | Montenegro                                     | 621.873       | 0.00795%     | 1 gen 2020                  | National semi-annual estimate  |
| 170  | Sàhara Occidental                              | 597.000       | 0.00763%     | 1 jul 2020                  | UN Projection                  |
| 171  | Surinam                                        | 590.100       | 0.00754%     | 1 jul 2018                  | National annual estimate       |
| 172  | Cap Verd                                       | 556.857       | 0.00712%     | 1 jul 2020                  | National annual projection     |
| 173  | Malta                                          | 514.564       | 0.00658%     | 31 des 2019                 | National annual estimate       |
| 174  | Transnístria                                   | 469.000       | 0.00599%     | 1 gen 2018                  | National annual estimate       |
| 175  | Brunei                                         | 459.500       | 0.00587%     | 1 jul 2019                  | National annual estimate       |
| 176  | Belize                                         | 419.199       | 0.00536%     | 1 jul 2020                  | National annual estimate       |
| 177  | Bahames                                        | 389.410       | 0.00498%     | 1 jul 2020                  | National annual projection     |
| 178  | Maldives                                       | 383.135       | 0.00490%     | 31 des 2019                 | National annual estimate       |
| 179  | Islàndia                                       | 368.010       | 0.00470%     | 30 set 2020                 | National quarterly estimate    |
| 180  | Xipre del Nord                                 | 351.965       | 0.00450%     | 31 des 2017                 | National annual estimate       |
| 181  | Vanuatu                                        | 307.150       | 0.00389%     | 1 gen 2020                  | 2020 census result             |
| 182  | Barbados                                       | 287.025       | 0.00367%     | 1 jul 2020                  | UN Projection                  |
| 183  | Polinèsia Francesa                             | 278.400       | 0.00356%     | 31 des 2019                 | National annual estimate       |
| 184  | Nova Caledònia                                 | 271.407       | 0.00347%     | 14 oct 2019                 | 2019 census result             |
| 185  | Abkhàzia                                       | 245.424       | 0.00314%     | 1 gen 2020                  | National annual estimate       |
| 186  | São Tomé i Príncipe                            | 210.240       | 0.00269%     | 1 jul 2020                  | National annual projection     |
| 187  | Samoa                                          | 202.506       | 0.00259%     | 1 jul 2020                  | National annual projection     |
| 188  | Saint Lucia                                    | 178.696       | 0.00228%     | 1 jul 2018                  | National annual estimate       |
| 189  | Guam                                           | 172.400       | 0.00220%     | 1 jul 2018                  | National annual estimate       |
| 190  | Curaçao                                        | 156.223       | 0.00200%     | 1 gen 2020                  | National annual estimate       |
| 191  | Kiribati                                       | 120.100       | 0.00153%     | 1 jul 2018                  | National annual estimate       |
| 192  | Aruba                                          | 112.269       | 0.00143%     | 30 jun 2020                 | National quarterly estimate    |
| 193  | Grenada                                        | 112.003       | 0.00143%     | 1 jul 2020                  | UN Projection                  |
| 194  | Saint Vincent i les Grenadines                 | 110.696       | 0.00141%     | 1 jul 2020                  | National annual estimate       |
| 195  | Jersey                                         | 107.800       | 0.00138%     | 31 des 2019                 | National annual estimate       |
| 196  | Micronèsia                                     | 104.650       | 0.00134%     | 1 jul 2020                  | National annual projection     |
| 197  | Illes Verges Nord-americanes                   | 104.578       | 0.00134%     | 1 jul 2020                  | UN Projection                  |
| 198  | Tonga                                          | 100.697       | 0.00129%     | 30 nov 2020                 | 2020 census result             |
| 199  | Seychelles                                     | 98.462        | 0.00126%     | 30 jun 2020                 | National semi-annual estimate  |
| 200  | Antigua i Barbuda                              | 97.895        | 0.00125%     | 1 jul 2020                  | National annual projection     |
| 201  | Illa de Man                                    | 83.314        | 0.00106%     | 24 abr 2016                 | 2016 census result             |
| 202  | Andorra                                        | 77.543        | 0.000991%    | 31 des 2019                 | National annual estimate       |
| 203  | Dominica                                       | 71.808        | 0.000918%    | 1 jul 2020                  | UN Projection                  |
| 204  | Illes Caiman                                   | 69.914        | 0.000893%    | 31 des 2019                 | National annual estimate       |
| 205  | Bermudes                                       | 64.054        | 0.000819%    | 1 jul 2020                  | National annual projection     |
| 206  | Guernsey                                       | 63.276        | 0.000809%    | 30 set 2019                 | National quarterly estimate    |
| 207  | Samoa Nord-americana                           | 56.700        | 0.000725%    | 1 jul 2018                  | National annual estimate       |
| 208  | Groenlàndia                                    | 56.367        | 0.000720%    | 1 jul 2020                  | National quarterly estimate    |
| 209  | Illes Mariannes Septentrionals                 | 56.200        | 0.000718%    | 1 jul 2018                  | National annual estimate       |
| 210  | Illes Marshall                                 | 55.500        | 0.000709%    | 1 jul 2018                  | National annual estimate       |
| 211  | Ossètia del Sud                                | 53.532        | 0.000684%    | 15 oct 2015                 | Preliminary 2015 census result |
| 212  | Saint Christopher i Nevis                      | 52.823        | 0.000675%    | 1 jul 2020                  | UN Projection                  |
| 213  | Illes Fèroe                                    | 52.703        | 0.000674%    | 1 set 2020                  | Monthly national estimate      |
| 214  | Illes Turks i Caicos                           | 42.953        | 0.000549%    | 1 jul 2019                  | National annual estimate       |
| 215  | Sint Maarten                                   | 40.614        | 0.000519%    | 1 gen 2018                  | National annual estimate       |
| 216  | Liechtenstein                                  | 38.749        | 0.000495%    | 31 des 2019                 | National semi-annual estimate  |
| 217  | Mònaco                                         | 38.100        | 0.000487%    | 31 des 2019                 | National annual estimate       |
| 218  | Saint-Martin (Antilles Franceses)              | 35.334        | 0.000452%    | 1 gen 2017                  | National annual estimate       |
| 219  | Gibraltar                                      | 33.691        | 0.000431%    | 1 jul 2020                  | UN Projection                  |
| 220  | San Marino                                     | 33.630        | 0.000430%    | 31 ago 2020                 | Monthly national estimate      |
| 221  | Illes Åland                                    | 30.055        | 0.000384%    | 30 set 2020                 | Monthly national estimate      |
| 222  | Illes Verges Britàniques                       | 30.030        | 0.000384%    | 1 jul 2020                  | UN Projection                  |
| 223  | Palau                                          | 17.900        | 0.000229%    | 1 jul 2018                  | National annual estimate       |
| 224  | Illes Cook                                     | 15.200        | 0.000194%    | 1 jul 2018                  | National annual estimate       |
| 225  | Anguilla                                       | 14.869        | 0.000190%    | 1 jul 2020                  | UN Projection                  |
| 226  | Wallis i Futuna                                | 11.558        | 0.000148%    | 23 jul 2018                 | 2018 census result             |
| 227  | Nauru                                          | 11.000        | 0.000141%    | 1 jul 2018                  | National annual estimate       |
| 228  | Tuvalu                                         | 10.507        | 0.000134%    | 12 nov 2017                 | Preliminary 2017 census result |
| 229  | Saint-Barthélemy                               | 9.961         | 0.000127%    | 1 gen 2017                  | National annual estimate       |
| 230  | Saint-Pierre i Miquelon                        | 5.997         | 0.0000766%   | 1 gen 2017                  | National annual estimate       |
| 231  | Santa Helena, Ascensió i Tristan da Cunha      | 5.633         | 0.0000720%   | 7 feb 2016                  | 2016 census result             |
| 232  | Montserrat                                     | 4.989         | 0.0000638%   | 1 jul 2020                  | UN Projection                  |
| 233  | Illes Malvines                                 | 3.198         | 0.0000409%   | 9 oct 2016                  | 2016 census result             |
| 234  | Plantilla:Country data Christmas Island        | 1.955         | 0.0000250%   | 30 jun 2019                 | National annual estimate       |
| 235  | Niue                                           | 1.784         | 0.0000228%   | 9 mar 2017                  | 2017 census result             |
| 236  | Plantilla:Country data Norfolk Island          | 1.735         | 0.0000222%   | 30 jun 2019                 | National annual estimate       |
| 237  | Tokelau                                        | 1.499         | 0.0000192%   | 18 oct 2016                 | 2016 census result             |
| 238  | Ciutat del Vaticà                              | 825           | 0.0000105%   | 1 feb 2019                  | Monthly national estimate      |
| 239  | Plantilla:Country data Cocos (Keeling) Islands | 555           | 0.00000709%  | 30 jun 2019                 | National annual estimate       |
| 240  | Islas Pitcairn🇵🇳                               | 50            | 0.000000639% | 1 gen 2020                  | National annual estimate       |
|      | Món                                            | 7.824.830.000 | 100%         | 5 nov 2020                  | UN Projection                  |